# Bosca, Stînga Nistrului
Bosca este un sat din cadrul comunei Comisarovca Nouă din Unitățile Administrativ-Teritoriale din Stînga Nistrului, Republica Moldova.